# Upplands runinskrifter 954
Upplands runinskrifter 954 är en försvunnen vikingatida runsten som funnits i Söderby, Danmarks socken och Uppsala kommun. Johannes Bureus beskrev stenens belägenhet som "öster om Söderby, väster om Mora äng". Rickard Dybeck skrev 1874 att "Söderbystenen" lagts i en spismur.

## Inskriften
Translitterering av runraden:
[× þʀu : aʀrukr : fretr : ri--u : s... ...-r : helka : bruþr : sin : en : sasur : trab : han : ouk : kaþ · niþiks:uerk : seik : felka : sin : kuþ : helb : hut : has ×]
Normalisering till runsvenska:
Þau(?) Øyrikʀ(?)/Au(ð)rikʀ(?) frændr ræi[st]u s[tæin æfti]ʀ Hælga, broður sinn. En Sassurr drap hann ok gærði niðingsverk, svæik felaga sinn. Guð hialp and hans.
Översättning till nusvenska:
Örik(?) och de andra fränderna reste stenen efter Helge, sin broder. Och Sassur dräpte honom och gjorde nidingsverk, svek sin följesman. Gud hjälp hans ande!